# Histiobranchus
Histiobranchus es un género de peces anguiliformes de la familia Synaphobranchidae.

## Especies
Se reconocen las siguientes especies:
- Histiobranchus australis  (Regan, 1913)
- Histiobranchus bathybius (Günther, 1877)
- Histiobranchus bruuni Castle, 1964